# للا تاجة
يقع ضريح لَلَّا تَاجَة بساحة بلجيكة في المدينة القديمة البيضاوية، وهو مَرْقَدُ امْرَأَةٍ تتضارب الروايات الشفوية في شأن أحداث كثيرة من حياتها، ما جعل بعضَ الباحثين يصفونها بـ«المُغْرِضَةِ في التناقض»، وجعل آخرين يشككون في تاريخيتها. وحَسَبَ رواية أوردها مصطفى أخميس في كتابه «طقوس وأسرار أولياء الدار البيضاء»، فإن تاجة عاشت في الربع الأخير من القرن الـ19 للميلاد، وهي تنحدر من مدينة تطوان، وقد كانت امرأةً مُوسِرةً، فجعلت تستقبل في دارها الفقراء والأيتام وعابري السبيل، فتطعمهم وتسد حاجاتهم. أثار فعلها انتباه موظف بالقنصلية البلجيكية التي بجوار دارها، فقرر مساعدتها في عملها الخيري، وأخذ يتردد على دارها، فكان هذا مدعاة للشكوك في فساد تاجة التي رموها بالزنا وفي وجود نوايا تجسسية عند الأجنبي.
جاءت أحداث القصة في سياق تاريخي اتسم بتردٍّ غير مسبوق في الوضع الاقتصادي المغربي. فقد أفضى دخولُ الأجانب من الأوربيين إلى المغرب وإغراق عُملاتهم للأسواق المغربية إلى انهيار النظام النقدي المغربي ممثَّلا في المثقال وأجزائه، ما أدى إلى «غلاءٍ مفرطٍ ... لم يتقدّمْ مثلُه،» يصف الناصريُّ، «باع الناس [على إثْره] أثاثهم وحُلِيَّهم بالبَخْس وكان الأمر شديدا على الضعفاء.»

## توظيفات عَقَدِيَّة
وظّف مؤخرا كتّابٌ لبراليّون قصةَ تاجة في الدعوة إلى التحرر الجنسي مهاجمين ما أسموه «نظرية استعباد المرأة» التي «تمنعها من التحكم في فَرْجِها،» واعتبروا إلى جانب ذلك ردَّ فعل الناس في الروايات المختلفة فعلا «ذا دافع إسلامي» على الرغم من كون الاتهام بالزنا إحدى الكبائر في الإسلام. كما لم تخلُ منها بعضُ الكتابات النسوية التي فضلت الروايات التي تصوّر سكانَ الحي منقسين بين نساء يدعمون تاجة ورجال يعادونها.

## إحالات ثقافية
- في عام 2011، صدرت للكاتب المغربي الطائع الحداوي قصةً باسم «للا تاجة» ضمن مجموعته القصصية «ذاكرة الماء والتراب».[5][6]
- سمي أحد أزقة حي سيدي فاتح في المدينة القديمة في الدار البيضاء باسم «للا تاجة» وهو الزقاق المعروف باسمه القديم «درب العميّين».[7]